# Lijst van voetbalinterlands Puerto Rico - Verenigde Staten
Deze lijst van voetbalinterlands is een overzicht van alle officiële voetbalwedstrijden tussen de nationale teams van Puerto Rico en de Verenigde Staten. De landen speelden tot op heden een keer tegen elkaar. Dat was een vriendschappelijke wedstrijd in Bayamón op 22 mei 2016.

## Wedstrijden
| № | Plaats  | Datum       | Competitie        | Wedstrijd                      | Uitslag |
| - | ------- | ----------- | ----------------- | ------------------------------ | ------- |
| 1 | Bayamón | 22 mei 2016 | Vriendschappelijk | Puerto Rico – Verenigde Staten | 1 – 3   |

## Samenvatting
| Competitie        | Totaal gespeeld | Winst Puerto Rico | Gelijk | Winst Verenigde Staten | Doelsaldo Puerto Rico – Verenigde Staten |
| ----------------- | --------------- | ----------------- | ------ | ---------------------- | ---------------------------------------- |
| Vriendschappelijk | 1               | 0                 | 0      | 1                      | 1 − 3                                    |
| Totaal            | 1               | 0                 | 0      | 1                      | 1 − 3                                    |

## Details

### Eerste ontmoeting
| Vriendschappelijk (Bayamón, Puerto Rico, 22 mei 2016): |              | |
| Puerto Rico | 1 – 3        | Verenigde Staten |
| Luis Betancur 42' | goals        | 20' Tim Ream 34' Bobby Wood 56' Paul Arriola |
| Jack Stefanowski | bondscoach   | Jürgen Klinsmann |
| Matthew Sanchez Patrick Lopez 46' Juan Velez Emmanuel D'Andrea Marcos Martínez Christopher Clark 58' Jeremy Hall Joseph Marrero 85' Jorge Rivera 68' Emanuel Sánchez 78' Luis Betancur 67' | opstellingen | 46' Brad Guzan DeAndre Yedlin Michael Orozco Fiscal 46' John Anthony Brooks 63' Tim Ream 46' Perry Kitchen Danny Williams 63' Alejandro Bedoya Alfredo Morales 71' Bobby Wood Paul Arriola |
| Alexis Rivera 46' Michael Fernandez 58' Samuel Soto 68' Olvin Ortiz 67' Darren Rios 78' David Caban 85' Elior Velez Christian Abreu José Arroyo Bryant Velazquez                           | wissels      | 46' Tim Howard 46' Matt Miazga 46' Emerson Hyndman 61' Eric Lichaj 63' Julian Green 71' Fabrice Picault Caleb Stanko Amando Moreno                                                         |
| - Debuut van Paul Arriola voor de Verenigde Staten. |              | |

FPF · 
A-internationals · 
Puerto Ricaans vrouwenelftal
1940 · 
1941 · 
1942 · 
1943–1945 · 
1946 · 
1947 · 
1948 · 
1949 · 
1950–1958 · 
1959 · 
1960–1961 · 
1962 · 
1963 · 
1964 · 
1965 · 
1966 · 
1967 · 
1968 · 
1969 · 
1970 · 
1971 · 
1972 · 
1973 · 
1974 · 
1975 · 
1976 · 
1977 · 
1978 · 
1979 · 
1980 · 
1981 · 
1982 · 
1983 · 
1984 · 
1985 · 
1986 · 
1987 · 
1988 · 
1989–1990 · 
1991 · 
1992 · 
1993 · 
1994 · 
1995 · 
1996 · 
1997 · 
1998 · 
1999 · 
2000 · 
2001 · 
2002 · 
2003 · 
2004 · 
2005 · 
2006–2007 · 
2008 · 
2009 · 
2010 · 
2011 · 
2012 · 
2013 · 
2014 · 
2015 · 
2016 ·
2017 ·
2018 ·
2019 ·
2020 ·
Anguilla ·
Antigua en Barbuda ·
Aruba ·
Bahama's ·
Barbados ·
Belize ·
Bermuda ·
Britse Maagdeneilanden ·
Canada ·
Colombia ·
Costa Rica ·
Cuba ·
Curaçao ·
Dominicaanse Republiek ·
El Salvador ·
Grenada ·
Guatemala ·
Guyana ·
Haïti ·
Honduras ·
India ·
Indonesië ·
Jamaica ·
Kaaimaneilanden ·
Nederlandse Antillen ·
Nicaragua ·
Panama ·
Saint Kitts en Nevis ·
Saint Lucia ·
Saint Vincent en de Grenadines ·
Spanje ·
Suriname ·
Trinidad en Tobago ·
Venezuela ·
Verenigde Staten
USSF · A-internationals · Selecties · Bondscoaches · Amerikaans vrouwenelftal · Olympisch elftal · USA -21 · USA -20 · USA -19 · USA -18 · USA -17
1885 – 1919 · 
1920 – 1929 · 
1930 – 1939 · 
1940 – 1949 · 
1950 – 1959 · 
1960 – 1969 · 
1970 – 1979 · 
1980 – 1989 · 
1990 – 1999 · 
2000 – 2009 · 
2010 – 2019 ·
2020 − 2029
CA 1993 · 
CA 1995 · 
CA 2007 · 
CA 2016
CC 1992 · 
CC 1999 · 
CC 2003 · 
CC 2009
WK 1930 · 
WK 1934 · 
WK 1950 · 
WK 1990 · 
WK 1994 · 
WK 1998 · 
WK 2002 · 
WK 2006 · 
WK 2010 · 
WK 2014
OS 1904 · 
OS 1924 · 
OS 1928 · 
OS 1936 · 
OS 1948 · 
OS 1952 · 
OS 1956 · 
OS 1972 · 
OS 1984 · 
OS 1988 · 
OS 1992 · 
OS 1996 · 
OS 2000 · 
OS 2008
Algerije ·
Antigua en Barbuda ·
Argentinië ·
Armenië ·
Australië ·
Azerbeidzjan ·
Barbados ·
België ·
Belize ·
Bermuda ·
Bolivia ·
Bosnië en Herzegovina ·
Brazilië ·
Canada ·
Chili ·
China ·
Colombia ·
Costa Rica ·
Cuba ·
Curaçao ·
Denemarken ·
DDR ·
Duitsland ·
Ecuador ·
Egypte ·
El Salvador ·
Engeland ·
Estland ·
Finland ·
Frankrijk ·
Ghana ·
GOS ·
Grenada ·
Griekenland ·
Guatemala ·
Guyana ·
Haïti ·
Honduras ·
Hongarije ·
Ierland ·
IJsland ·
Iran ·
Israël ·
Italië ·
Ivoorkust ·
Jamaica ·
Japan ·
Joegoslavië ·
Kaaimaneilanden ·
Kameroen ·
Koeweit ·
Letland ·
Liechtenstein ·
Luxemburg ·
Malta ·
Marokko ·
Martinique ·
Mexico ·
Moldavië ·
Nederland ·
Nederlandse Antillen ·
Nicaragua ·
Nieuw-Zeeland ·
Nigeria ·
Noord-Ierland ·
Noord-Korea ·
Noord-Macedonië ·
Noorwegen ·
Oekraïne ·
Oezbekistan ·
Oman ·
Oostenrijk ·
Panama ·
Paraguay ·
Peru ·
Polen ·
Portugal ·
Puerto Rico ·
Qatar ·
Roemenië ·
Rusland ·
Saint Kitts en Nevis ·
Saint Vincent en de Grenadines ·
Saoedi-Arabië ·
Schotland ·
Servië ·
Slovenië ·
Slowakije ·
Sovjet-Unie ·
Spanje ·
Thailand ·
Trinidad en Tobago ·
Tsjechië ·
Tsjecho-Slowakije ·
Tunesië ·
Turkije ·
Uruguay ·
Venezuela ·
Wales ·
Zuid-Afrika ·
Zuid-Korea ·
Zweden ·
Zwitserland
Algerije (2010) ·
België (2014) ·
Brazilië (2009, 2) ·
Duitsland (2014) ·
Engeland (2010) ·
Ghana (2006) · 
Ghana (2014) · 
Italië (2006) · 
Nederland (2022) ·
Portugal (2014) ·
Slovenië (2010) ·
Tsjechië (2006)